# Kristina Timanovskaja
Kristina Sergejevna Timanovskaja (Wit-Russisch: Крысціна Сяргееўна Ціманоўская) (Klimavičy (Oblast Mogiljov), 19 november 1996) is een atleet uit Belarus (Wit-Rusland).

## Carrière
In 2019 behaalde ze de eerste plaats op de 200 meter op de Universiade.
Op de Olympische Zomerspelen van Tokio in 2021 liep ze de 100 meter, waar ze in de series strandde.
Ze finishte als vierde in de zesde heat. Timanovskaja had zich ook gekwalificeerd voor de 200 meter, maar moest zonder haar medeweten ook de 4x400 meter estafette lopen. Hierop beklaagde ze zich op Instagram en meldde dat leden van het Belarussisch Olympisch Comité hun werk niet goed deden. Als reden voerde ze aan dat zij de estafette moest lopen omdat andere atleten niet juist op doping waren gecontroleerd. Hierop werd zij "van hogerhand" van de Olympische Spelen verwijderd, om terug te gaan naar Belarus. Op het vliegveld van Tokio weigerde ze echter terug te vliegen. Ze vroeg politiek asiel aan op het politiebureau, waarop Polen haar asiel verleende.
- World Athletics: 14571586